# Treni niset më shtatë pa pesë
Treni niset më shtatë pa pesë (en albanès El tren surt a les set i cinc) és una pel·lícula albanesa del 1988 dirigida per Spartak Pecani amb guió de Nexhat Tafa i produïda per Shqipëria e re.

## Argument
Elteva, que treballa al banc estatal, comença a notar el dany que suposa a l'economia el treball d'un estable de districte, el director del qual és Martini, el treball del qual segueix una solució econòmica equivocada. Està en una cruïlla perquè el director del banc també és molt amic de Martini. En un moment donat es pregunta per què tothom està en contra d'ella. Per si això fos poc, en aquest moment el metge creu que està embarassada. El xicot d'Etleva, que és entrenador de futbol, la deixa. Veient la situació creada, Astriti es pren les coses per les seves mans, per veure el motiu del declivi econòmic del negoci del seu amic. Ajuda a Etleva a través d'un professor a descobrir el seu diagnòstic. Sentint-se culpable per la tristesa que va portar a Etleva, el seu xicot Adi li demana perdó. Ara se sent més alleujada de totes les coses que l'estaven molestant.

## Repartiment
- Eva Alikaj	 ... 	Etleva
- Ndriçim Xhepa... 	Astriti
- Xhevdet Ferri... 	Martini
- Spiro Duni	 ... 	Adi
- Agim Shuke	 ... 	Doktori
- Ilia Shyti	 ... 	Baba i Etlevës
- Mimika Luca	 ... 	Nëna e Etlevës
- Marta Burda	 ... 	Nëna e Astritit